# Mexichromis mariei
Espèce
Mexichromis mariei est une espèce de nudibranches de la famille des Chromodorididae.

## Distribution
Cette espèce se rencontre dans la zone tropicale occidentale du Pacifique. 

## Habitat
Son habitat correspond à la zone récifale sur les sommets ou les lagons en faible profondeur avec une prédilection pour les zones sablonneuses.

## Description
Cette espèce peut mesurer plus de 3 cm. Le corps est ovale avec un fond généralement rose à blanc pâle avec de petites excroissances au sommet pourpre réparties sur tout le manteau.
Le bord du manteau peut être marqué soit par deux bandes blanche et jaune à orange, soit par une bande blanche pointillée de jaune ou d'orange. Les rhinophores sont lamellés et pourpres à rose. Quant au bouquet branchial, il est blanc à rose translucide surligné de pourpre ou de rose. 

## Éthologie
Ce Mexichromis est benthique et diurne.

## Alimentation
Mexichromis mariei se nourrit principalement d'éponges.

## Systématique
Le nom valide complet (avec auteur) de ce taxon est Mexichromis mariei (Crosse, 1872).
L'espèce a été initialement classée dans le genre Goniodoris sous le protonyme Goniodoris mariei Crosse, 1872,.
Mexichromis mariei a pour synonymes :
- Chromodoris mariei (Crosse, 1872)
- Chromodoris sannio Bergh, 1890
- Doridopsis mariei (Crosse, 1872)
- Glossodoris mariei (Crosse, 1872)
- Goniodoris mariei Crosse, 1872

## Étymologie
Son épithète spécifique, mariei, lui a été donnée en l'honneur de E. Marie qui a conservé longtemps cette espèce dans son aquarium.

## Publication originale
- H. Crosse, « Description d'un genre nouveau, et d'espèces inédites, provenant de la Nouvelle-Calédonie », Journal de conchyliologie, Paris, Paul Henri Fischer, vol. 12, no 20,‎ 1872, p. 148-154 (ISSN 0021-7719 et 2391-0992, OCLC 1605690, lire en ligne).